# Vous voyez mais vous n'observez pas
Vous voyez mais vous n'observez pas est une nouvelle de Robert J. Sawyer, parue sous le titre You See But You Do Not Observe en 1995.
Elle a reçu le grand prix de l'Imaginaire 1997, section « Nouvelle étrangère » et le prix HOMer Award 1995, section « Meilleure nouvelle ».
Dans la nouvelle, Sherlock Holmes et le Dr Watson sont téléportés du XIXe siècle au XXIe siècle par un scientifique qui demande à Sherlock Holmes de résoudre le paradoxe de Fermi.

## Publications

### En revue ou anthologie
- Sherlock Holmes in Orbit, anthologie, 1995, traduite en français sous le titre Sherlock Holmes en orbite, 1999, éd. L'Atalante, traduction Pierre Goubert.
- Yellow Submarine, revue francophone, numéro n° 119, mai 1996.

### Selon les pays
La nouvelle a été publiée :
- en français, sous le titre Vous voyez et vous n'observez pas (1996[1] puis 1999)[2] ;
- en japonais, sous le titre 最後の事件ふたたび (1996)[3] ;
- en italien, sous le titre Vedi, ma non osservi (1998)[4] ;
- en russe, sous le titre Вы видите, но вы не наблюдаете (1999)[5] ;
- en espagnol, sous le titre Usted ve, pero no observa (1999)[6] ;
- en italien, sous le titre Sherlock Holmes e l'enigma definitivo (2013)[7].

## Distinctions
La nouvelle a été primée à deux reprises.
Elle a reçu le Grand prix de l'Imaginaire 1997, section « Nouvelle étrangère ».
Elle a aussi reçu le HOMer Award (en) 1995, section « Meilleure nouvelle ».

## Résumé
Le narrateur du récit est le Dr Watson.
Le 14 août 1899, Sherlock Holmes et le Dr Watson sont téléportés à la date du 5 janvier 2096 par un scientifique qui voudrait que Sherlock Holmes résolve une énigme, à savoir le Paradoxe de Fermi. Ce dernier s'nonce ainsi : « S’il y avait des civilisations extraterrestres, leurs représentants devraient être déjà chez nous. Où sont-ils donc ? ». Selon Fermi, des civilisations plus avancées auraient dû apparaître parmi ces systèmes planétaires plus âgés et laisser des traces visibles depuis la Terre, telles des ondes radio. 
On permet à Sherlock Holmes d'accéder à une gigantesque base de données recensant toutes les connaissances de l'humanité et de les intégrer dans son cerveau. Il peut ainsi acquérir d'énormes connaissances dans tous domaines pour trouver la réponse au paradoxe de Fermi.
Après plusieurs semaines d'apprentissage et de réflexion, Sherlock Holmes dit avoir trouvé la réponse. Il relie deux éléments : le premier, c'est la théorie du Chat de Schrödinger avec le principe d'indétermination ; le second, c'est l'aventure qu'il a vécue en mai 1891 lorsqu'il s'est confronté au professeur Moriarty et lorsqu'on a cru que tous les deux périssaient dans les Chutes du Reichenbach. Selon lui, quand Watson avait cédé à la demande du public et avait accepté en 1894 de publier de nouvelles aventures de Sherlock Holmes, le monde était entré dans un état d'incertitude, qui avait rejailli sur la planète entière. Les extraterrestres à l'égard des humains, et les humains à l'égard des extraterrestres, étaient tombés dans le principe d'incertitude, oscillant entre existence et inexistence.
Holmes démontre à Watson et au scientifique que pour découvrir des extraterrestres, il fallait qu'il meure « vraiment » à l'issue du combat contre Moriarty. Il demande au scientifique de le renvoyer avec Watson aux chutes du Reichenbach quelques heures avant le combat contre le bandit. Chose dite, chose faite : les deux hommes sont renvoyés le 4 mai 1891. Le combat a lieu entre Holmes et Moriarty ; les deux hommes tombent dans la rivière ; ils meurent tous deux. Comme Watson l'a promis, il ne fait pas « revivre » Holmes. 
En juin 1907, l'humanité détecte des ondes radio provenant du système stellaire d'Altaïr.

## Autour de la nouvelle
La nouvelle fait explicitement référence à la nouvelle Le Dernier Problème (1893) d'Arthur Conan Doyle.